# Urban Reign
Urban Reign es un videojuego de lucha, concretamente un Yo contra el barrio de la compañía Namco para PlayStation 2 creado en el 2005.

## Estructura
El juego consta de 100 niveles en las que Brad Hawk se enfrenta a pequeños grupos de pandilleros en escenarios cerrados. Al principio, el catálogo de golpes es bastante limitado, pero a medida que va avanzando el juego aprendemos nuevas técnicas, podemos utilizar diferentes armas e iremos obteniendo ayuda de otros luchadores, con el que podemos realizar combos especiales y movimientos conjuntos...
El juego tiene más de 60 luchadores desbloqueables, cada uno experto en un arte marcial.
Al superar un nivel, el jugador es recompensado con puntos que debe utilizar para mejorar las habilidades del luchador. Al completar las 100 misiones, puedes debloquear los modos Free & Challenge.

## Argumento
En el juego encarnamos a Brad Hawk, un matón profesional que es contratado por un grupo criminal dirigido por la espadachín Shun Ying Lee (que trabaja bajo la cubierta de un restaurante), para que termine con las disputas entre las bandas callejeras de la ciudad de Green Harbor. KG, un miembro de la pandilla de Zap Dwayne, es secuestrado y no hay rastro alguno, por lo que Brad además de seguir el mandato de Shun Ying Lee, ahora también deberá encontrarlo. Ante la inestabilidad de Green Harbor, el millonario alcalde Steve Bordin decide limitar los distritos con rejas de hierro y colocar cámaras escondidas para evitar peleas. Esto en lugar de traer paz a la ciudad, provoca más rabia entre los líderes pandilleros a los que Brad deberá enfrentárse. Dwayne, por su parte, se encuentra totalmente resentido con Brad porque cree que Shun Ying Lee es la autora del secuestro de KG. Brad deberá demostrarle lo contrario. Luego de varios enfrentamientos, Brad ha llegado a la conclusión de que detrás de todos los problemas de Green Harbor, esta la mafia de espadachínes dirigida por Shinkai Katana un experto maestro de artes marciales y agresivo luchador. Además posiblemente detrás de esta mafia puede estar el mismo alcalde Steve Bordin. Y para complicarse más la situación, a pesar de que Brad rescate a KG y derrote a las pandillas, Bordin tratará de complicarle a Shun Ying Lee sus propósitos y Shinkai se ha propuesto matarlo a él.

## Personajes
Protagónistas:
- Brad Hawk
- Shun Ying Lee

Antagónistas:
- Steve Bordin
- Maestro Shinkai Katana
- Douglas McKinzie
- Napalm 99
- Golem "El Monstruo"
- Lin Fong Lee

Secundarios:
- Dwanye Davis

Es el líder de los zaps. Es un tipo prudente
- Glen Kluger

Es jefe de los moteros de Hell's Legion.
- Kadonashi Shotaro
- Jake Hudson
- Grimm
- Chris Bowman
- Dae-Suk Park
- Tong Yoon Bulsook
- Alex Steiner

Bandos:
Rapers:
- Nas-Tii
- Em Cee

Es uno de los hombres que ayudan a Dwanye Davis. Tiene una personalidad tranquila
- Real Deal

Es uno de los hombres que ayudan a Dwanye Davis. Tiene una personalidad agresiva
- Ty

Hells Legión:
- Torque
- Rod
- Seth

Kadonashi Dojo:
Es un dojo que controla el este de la calle 16. Sus miembros son más que un puñado de pandilleros que se las dan de justicieros. Ellos no dejan que ningún extraño haga lo que se le de la gana. Ellos viven y mueren según el lema "ojo por ojo, diente por diente"
- Reggie

Es un cinturón negro en karate
- Zach

Es un cinturón negro en karate
- Colin

Es un cinturón negro en karate
Westside Gym:
- BK
- Grave Digga
- Bones
- Booma

Zaps:
- Busta
- Spider
- Pain Killah
- KG

Outsiders:
Es una banda que va en solitario, pero últimamente se los ven con los hombres de Dwayne. 
- Miguel
- Ramón
- José
- Emilio

Shadow Platoon (Pelotón Sombra): Es un grupo inspirado en el Ejército, simulando un pelotón. En una de las misiones, se les puede ver en camiones militares. Todos los miembros estuvieron en la milicia (a excepción de Samuel Taylor, de quien se desconoce su pasado).
- McKinzie
- Bain
- Cooper
- Anderson
- Taylor

Shinkai Ninjas:
- Hiro
- Masa
- Ryuji
- Riky

Otros personajes fémeninos:
- Vera
- Kelly

Tekken Personajes:
- Paul Phoenix
- Marshall Law

## Trivia
- Urban Reign fue elegido como uno de los juegos más violentos del 2005, eso es debido al sonido de huesos rotos y la extremada sensación de dolor en las animaciones de algunos movimientos. Sin embargo en el juego no aparece sangre ni desnudos o contenidos sexuales.

- En el juego aparecen dos personajes de la saga Tekken, Paul Phoenix y Marshall Law.